# Filetto
Filetto es un municipio  en la provincia de Chieti. En 2022 cuenta con una población de 872 habitantes.

## Evolución demográfica
| Gráfica de evolución demográfica de Filetto entre 1861 y 2001 |
|                                                               |
| Fuente ISTAT - elaboración gráfica de Wikipedia               |